# Zelindopsis nigripalpis
Zelindopsis nigripalpis är en tvåvingeart som först beskrevs av Verbeke 1962.  Zelindopsis nigripalpis ingår i släktet Zelindopsis och familjen parasitflugor.
Artens utbredningsområde är Kongo. Inga underarter finns listade i Catalogue of Life.